# 에페메룸과
에페메룸과(Ephemeraceae)는 침꼬마이끼목에 속하는 이끼과의 하나이다.

## 하위 속
- 에페메룸속 (Ephemerum)
- Micromitrium
- Nanomitriopsis - 꼬리이끼과로 분류하기도 함.[2]